# Phoroncidia
Phoroncidia är ett släkte av spindlar. Phoroncidia ingår i familjen klotspindlar.

## Dottertaxa tillPhoroncidia, i alfabetisk ordning[1]
- Phoroncidia aciculata
- Phoroncidia aculeata
- Phoroncidia alishanensis
- Phoroncidia altiventris
- Phoroncidia alveolata
- Phoroncidia americana
- Phoroncidia argoides
- Phoroncidia aurata
- Phoroncidia bifrons
- Phoroncidia biocellata
- Phoroncidia bukolana
- Phoroncidia capensis
- Phoroncidia coracina
- Phoroncidia cribrata
- Phoroncidia crustula
- Phoroncidia cygnea
- Phoroncidia eburnea
- Phoroncidia ellenbergeri
- Phoroncidia escalerai
- Phoroncidia flavolimbata
- Phoroncidia fumosa
- Phoroncidia gayi
- Phoroncidia gira
- Phoroncidia hankiewiczi
- Phoroncidia hexacantha
- Phoroncidia jacobsoni
- Phoroncidia kibonotensis
- Phoroncidia levii
- Phoroncidia longiceps
- Phoroncidia lygeana
- Phoroncidia maindroni
- Phoroncidia minschana
- Phoroncidia minuta
- Phoroncidia moyobamba
- Phoroncidia musiva
- Phoroncidia nasuta
- Phoroncidia nicoleti
- Phoroncidia oahuensis
- Phoroncidia paradoxa
- Phoroncidia pennata
- Phoroncidia personata
- Phoroncidia pilula
- Phoroncidia pukeiwa
- Phoroncidia puketoru
- Phoroncidia puyehue
- Phoroncidia quadrata
- Phoroncidia quadrispinella
- Phoroncidia ravot
- Phoroncidia reimoseri
- Phoroncidia rotunda
- Phoroncidia rubens
- Phoroncidia rubroargentea
- Phoroncidia rubromaculata
- Phoroncidia ryukyuensis
- Phoroncidia saboya
- Phoroncidia scutellata
- Phoroncidia scutula
- Phoroncidia septemaculeata
- Phoroncidia sextuberculata
- Phoroncidia sjostedti
- Phoroncidia spissa
- Phoroncidia splendida
- Phoroncidia studo
- Phoroncidia testudo
- Phoroncidia thwaitesi
- Phoroncidia tina
- Phoroncidia tricuspidata
- Phoroncidia trituberculata
- Phoroncidia triunfo
- Phoroncidia truncatula
- Phoroncidia umbrosa
- Phoroncidia variabilis